# Пршеров
Пршеров (на чешки: Přerov, произношение: ['pr̝̊ɛrof]; на немски: Prerau, Прерау) е град в Източна Чехия в Оломоуцки край. Населението му е 47 037 жители (2007), а площта му е 58,50 км². Намира се на 210 м н.в.. Пощенският код му е 750 00.

## Административно деление
Пършеров се дели на следните административни части:
1. Место Přerov I-Město
2. Пършедмости Přerov II-Předmostí
3. Ловешице Přerov III-Lověšice
4. Козловице Přerov IV-Kozlovice
5. Длухонице Přerov V-Dluhonice
6. Уйездец Přerov VI-Újezdec
7. Чекине Přerov VII-Čekyně
8. Хенчлов Přerov VIII-Henčlov
9. Лиски Přerov IX-Lýsky
10. Поповице Přerov X-Popovice
11. Винари Přerov XI-Vinary
12. Жеравице Přerov XII-Žeravice
13. Пенчице Přerov XIII-Penčice

## Известни личности
- Ян Блахослав (1523 – 1571) – чешки хуманист.

## Побратимени градове
- Койк (Cuijk), Холандия
- Озимек, Полша